# Bronisław Mierzwiński
Bronisław Władysław Mierzwiński (ur. 1941 w Dobrzyniówce) – polski kapłan katolicki, teolog pastoralista, profesor nauk teologicznych.
W latach 1958–1964 studiował w Arcybiskupim Seminarium Duchownym w Poznaniu. Święcenia kapłańskie otrzymał 17 maja 1964 roku. W latach 1966–1968 odbył studia specjalistyczne w Instytucie Katolickim w Paryżu (Instytut Pastoralno-Katechetyczny). Kontynuował je na Wydziale Teologicznym Katolickiego Uniwersytetu we Fryburgu (1968-1973), gdzie w 1969 roku otrzymał licencjat z teologii, a w 1973 stopień doktora teologii w zakresie teologii pastoralnej (tytuł rozprawy: La famille, cellule active de l'Eglise. L'expérience française de l'apres guerre (1945-1970)).
W latach 1975–1989 był adiunktem w Instytucie Studiów nad Rodziną Akademii Teologii Katolickiej. W 1989 otrzymał stopień doktora habilitowanego z teologii, w zakresie teologii rodziny, na Wydziale Teologicznym ATK (tytuł rozprawy: Istotna rola mężczyzny we wspólnocie życia rodzinnego). W tym samym roku został docentem, a w 1994 profesorem nadzwyczajnym ATK (od 1999 roku Uniwersytetu Kardynała Stefana Wyszyńskiego). W 2004 otrzymał tytuł profesora zwyczajnego.